# Alexa Nikolas
Alexa Helen Nikolas (Chicago, 4 de abril de 1992) es una actriz estadounidense. Conocida por participar en la serie de Nickelodeon Zoey 101 interpretando a Nicole Bristow y por ser invitada en tres episodios de The Walking Dead interpretando a Haley.

## Carrera
A los doce años, Alexa se unió al elenco de Zoey 101, siendo parte de él, en dos temporadas. Ella y la protagonista de Zoey, comparten fecha de cumpleaños, siendo Alexa un año menor. Apareció en Hidden Hills en 17 episodios coprotagonizándolos y también en la miniserie Revelations en 2005.
También participó en varios programas, como The Suite Life of Zack and Cody, Judging Amy, Criminal Minds y Heroes.
Tuvo un papel secundario junto a Vanessa Hudgens en el vídeo musical de Come Back to Me. Nikolas apareció en la película Motocross Kids y Tiptoes. En 2009 apareció en la versión de Children Of The Corn con el papel de Amanda Dunbar, un personaje que apareció en el episodio 9 de la temporada 3 de Lie to Me.
También apareció en 3 episodios de The Walking Dead con el papel de Haley, quien enseña a Andrea (Laurie Holden) a disparar flechas. Muere en el episodio The Suicide King, cuando Maggie le dispara en el pecho, matándola al instante. También actuó en la película Detención de los muertos (Detention of the Dead). Y luego apareció la última vez en la actuación como Wendy en la serie dramática Mad Men.

### Salida deZoey 101
Después de la segunda temporada de la serie, por voluntad propia, Alexa salió del elenco de Zoey 101, tras haber tenido varias peleas importantes con la protagonista del programa, Jamie Lynn Spears, y su hermana, Britney Spears, y por los acosos y abusos de Dan Schneider.
Alexa decidió abandonar el programa por su cuenta, pero aclaró que Jamie Lynn Spears y Britney Spears la agredieron y la incitaron a dejar el elenco. Cuando Alexa se enteró de que Jamie estaba embarazada hizo un comentario diciendo: "Espero que tome mejores decisiones". Alexa, durante los dos años que participó en Zoey 101 fue muy perseguida por los medios, más aún cuando se involucró con la famosa cantante Britney Spears.

## Vida personal
Nikolas se casó con el cantante canadiense Mike Milosh en el año 2012 hasta que en el año 2016 anunciaron su divorcio.
En mayo de 2020, Nikolas anunció a través de su Instagram que estaba embarazada de su primer hijo con su novio Michael Gray. Confirmó el nacimiento de su hijo en noviembre de 2020. En julio de 2021, Nikolas anunció en Instagram que se casaba con Gray el 26 de julio de 2021, en Crystal Lake en Angeles National Forest en el sur de California. En enero de 2023, Nikolas anunció en Instagram que estaba embarazada de su segundo hijo. En 2022, Nikolas fundó el movimiento Eat Predators, que pretende denunciar a los presuntos depredadores sexuales y a las televisoras que los protegen. El movimiento ha organizado protestas en varios lugares del área metropolitana de Los Ángeles.
El 8 de julio de 2023, Nikolas acusó al actor Jonah Hill de besarla a la fuerza en una fiesta en casa del actor Justin Long en 2008, cuando ella tenía 16 años y Hill 24; también acusó a Long de emborracharla a propósito. Hill y Long negaron sus acusaciones.
En julio de 2023, Nikolas acusó a Seth MacFarlane de hacerle comentarios inapropiados, tocarla de forma inapropiada e intentar besarla sin su consentimiento mientras era actor de doblaje en Padre de familia.
En septiembre de 2023, Nikolas acusó al cantante Joe Jonas de pedirle fotos desnuda cuando ambos eran adolescentes.
En febrero de 2024, se anunció que Nikolas aparecería en el documental de Discovery Quiet on Set: The Dark Side of Kids TV sobre el lado oscuro de Nickelodeon.

## Filmografía
| Año  | Título                | Rol           | Notas                          |
| ---- | --------------------- | ------------- | ------------------------------ |
| 1999 | P.U.N.K.S.            | Jenna Bygayly | Sin acreditar [cita requerida] |
| 2001 | Zoolander             | Chica         |                                |
| 2002 | Ted Bundy             | Niña          |                                |
| 2002 | Tiptoes               | Susan Barry   |                                |
| 2004 | Motocross Kids        | Katie         |                                |
| 2011 | Red State             | Jesse         |                                |
| 2012 | Detention of the Dead | Willow        |                                |

| Año       | Título                                 | Rol                   | Notas                                              |
| --------- | -------------------------------------- | --------------------- | -------------------------------------------------- |
| 1999      | Love Boat: The Next Wave               | Niña                  | Episodio: «Trances of a Lifetime»                  |
| 2000–2002 | That's Life                            | Lydia (joven)         | 4 episodios                                        |
| 2001      | Charmed                                | Niña                  | Episodio: «We All Scream for Ice Cream»            |
| 2001      | The King of Queens                     | Carrie (joven)        | Episodio: «Veiled Threat»                          |
| 2002      | Even Stevens                           | Ren (joven)           | Episodio: «Band on the Roof»                       |
| 2002–2003 | Hidden Hills                           | Emily Barber          | Papel principal; 18 episodios                      |
| 2004      | Without a Trace                        | Emily Levine          | Episodio: «Wannabe»                                |
| 2005–2006 | Zoey 101                               | Nicole Bristow        | Elenco principal (temporada 1–2); 25 episodios     |
| 2005      | ER                                     | Megan Nesbitt         | Episodio: «You Are Here»                           |
| 2005      | Judging Amy                            | Shelly Cecil          | Episodio: «Happy Birthday»                         |
| 2005      | Revelations                            | Lucinda «Lucy» Massey | Papel principal ; 6 episodios                      |
| 2005      | All That                               | Ella misma            | Especial de televisión                             |
| 2007      | Cold Case                              | Madison Reed          | Episodio: «8:03 AM»                                |
| 2007      | The Suite Life of Zack & Cody          | Tiffany Dublecini     | 2 episodios                                        |
| 2008      | CSI: Miami                             | Mallary Harding       | Episodio: «To Kill a Predator»                     |
| 2008      | Ghost Whisperer                        | Caitlin Mahoney       | Episodio: «Threshold»                              |
| 2009      | Supernatural                           | Kate Carter           | Episodio: «Family Remains»                         |
| 2009      | Heroes                                 | Angela Shaw (joven)   | Episodio: «1961»                                   |
| 2009      | Drop Dead Diva                         | Hannah Porter         | Episodio: «The Magic Bullet»                       |
| 2009      | Children of the Corn                   | Ruth                  | Película de televisión                             |
| 2009      | Raising the Bar                        | Caitlin               | Episodio: «Maybe, baby»                            |
| 2010      | Criminal Minds                         | Jane McBride          | Episodio: «The Fight»                              |
| 2011      | Lie to Me                              | Amanda Dobar          | Episodio: «Funhouse»                               |
| 2011      | Family Guy                             | Peter Broster (voz)   | Episodio: «Brothers & Sisters»                     |
| 2012–2013 | The Walking Dead                       | Haley                 | 3 episodios                                        |
| 2013      | Mad Men                                | Wendy                 | Episodio: «The Crash»                              |
| 2024      | Quiet on Set: The Dark Side of Kids TV | Ella misma            | Invitada, serie documental Investigation Discovery |

| Año  | Título            | Artista         | Ref.          |
| ---- | ----------------- | --------------- | ------------- |
| 2006 | «Come Back to Me» | Vanessa Hudgens | [ 14 ] [ 15 ] |
| 2013 | «Slow Down»       | Milosh          | [ 16 ]        |
| 2013 | «This Time»       | Milosh          | [ 17 ]        |

## Premios y nominaciones
| Año  | Nominación          | Categoría                                                   | Trabajo              | Resultado |
| ---- | ------------------- | ----------------------------------------------------------- | -------------------- | --------- |
| 2005 | Young Artist Awards | Mejor actuación en una película - elenco joven              | Motocross para niños | Nominada  |
| 2006 | Young Artist Awards | Mejor interpretación coral joven en una serie de televisión | Zoey 101             | Ganadora  |
| 2007 | Young Artist Awards | Mejor interpretación coral joven en una serie de televisión | Zoey 101             | Ganadora  |